# Jeux de pouvoir (mini-série)
Pour les articles homonymes, voir Jeux de pouvoir.
Production
Diffusion
Jeux de pouvoir (State of Play) est une mini-série britannique en six épisodes de 52 minutes, créée par Paul Abbott et réalisée par David Yates. Elle a été diffusée entre le 18 mai et le 22 juin 2003 sur BBC One.
En France, la mini-série a été diffusée à partir du 3 octobre 2004 sur Festival, puis rediffusée du 26 mai au 2 juin 2005 sur Canal+, du 4 au 11 mai 2007 sur Canal Jimmy et du 5 au 19 janvier 2008 sur Arte. Au Québec, elle est diffusée à partir du 15 septembre 2009 sur Télé-Québec.

## Synopsis
Au travers de l'enquête d'une équipe de jeunes journalistes du Herald portant sur deux morts mystérieuses liées à une possible affaire d'État, cette courte série explore les rapports tortueux qu'entretiennent le monde politique et les médias en Grande-Bretagne.

## Distribution

### Acteurs principaux
- David Morrissey (VF : Renaud Marx) : Stephen Collins
- John Simm (VF : Sébastien Desjours) : Cal McCaffrey
- Kelly Macdonald (VF : Julie Turin) : Della Smith
- Bill Nighy (VF : Hervé Bellon) : Cameron Foster
- Philip Glenister (VF : Jean-Louis Faure) : l'inspecteur-chef William Bell
- Amelia Bullmore (VF : Laurence Bréheret) : Helen Preger
- James McAvoy (VF : Emmanuel Garijo) : Dan Foster (à partir de l'épisode 2)
- Polly Walker (VF : Marie-Laure Dougnac) : Anne Collins
- Benedict Wong (VF : Nessym Guétat) : Pete Cheng
- Marc Warren (VF : Vincent Ropion) : Dominic Foy

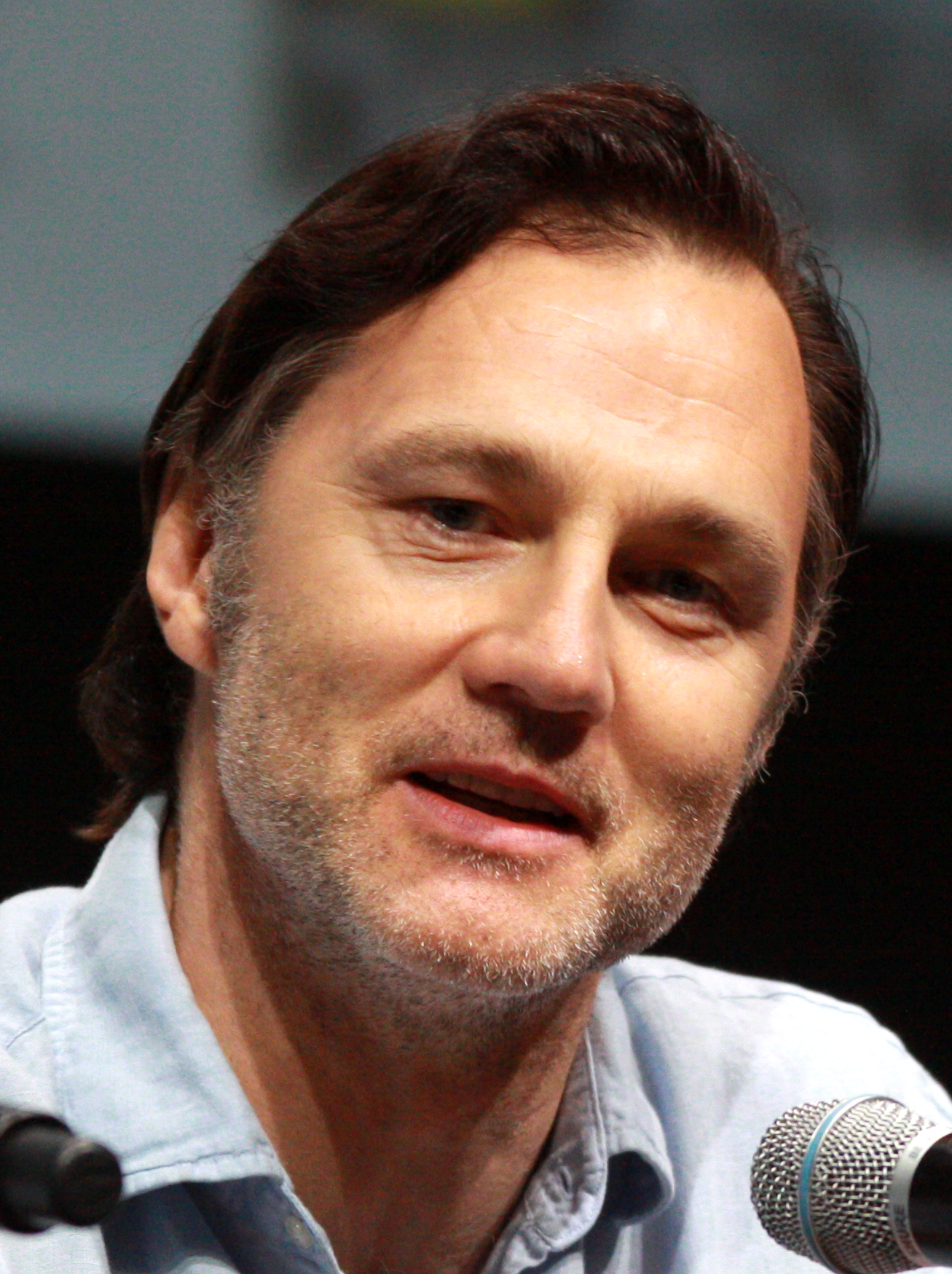
David Morrissey (Stephen Collins).
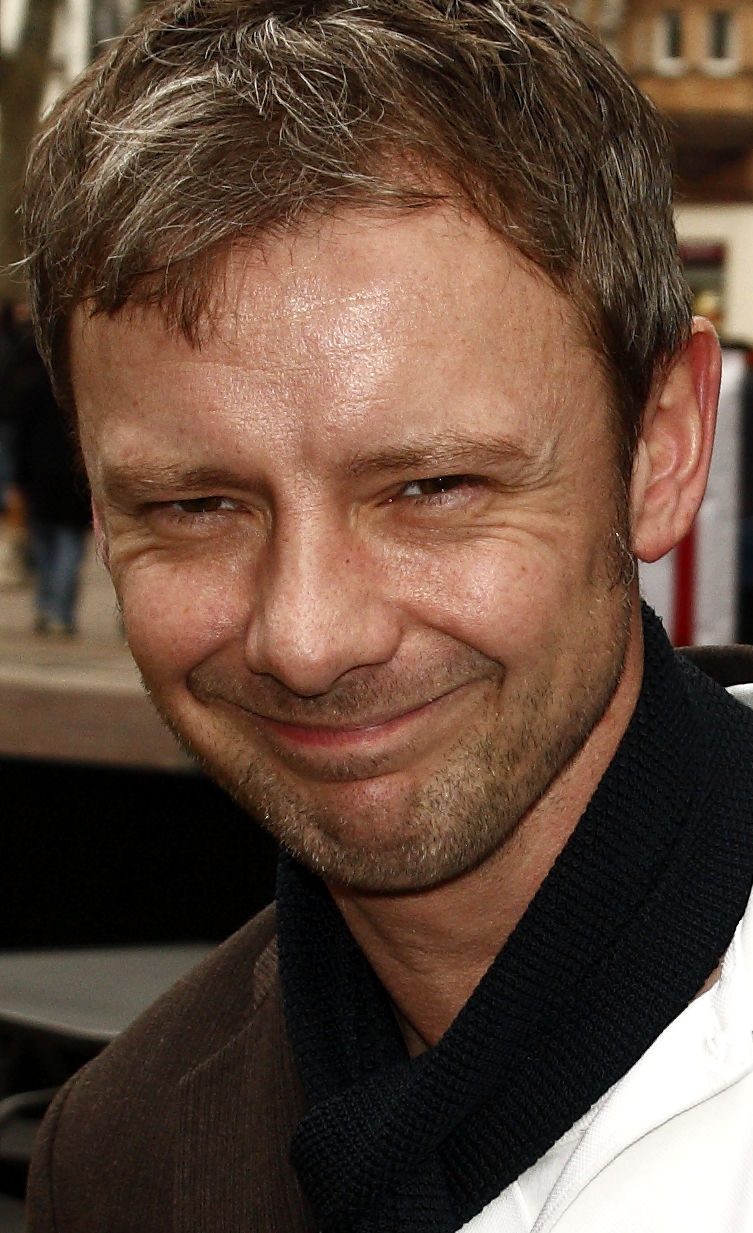
John Simm (Cal McCaffrey).
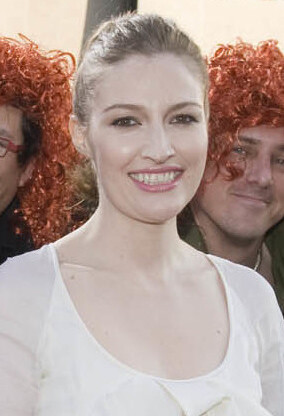
Kelly Macdonald (Della Smith).
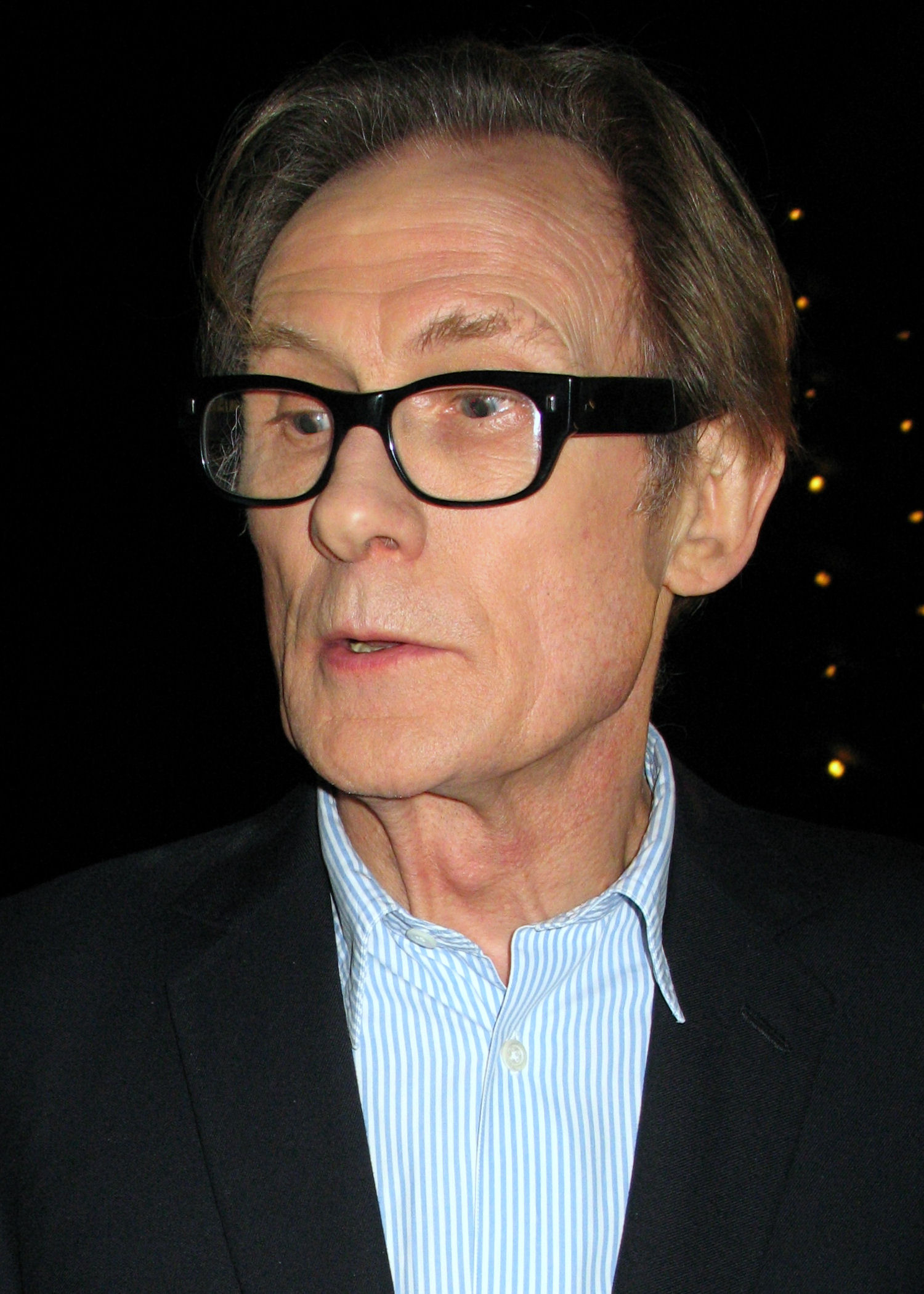
Bill Nighy (Cameron Foster).
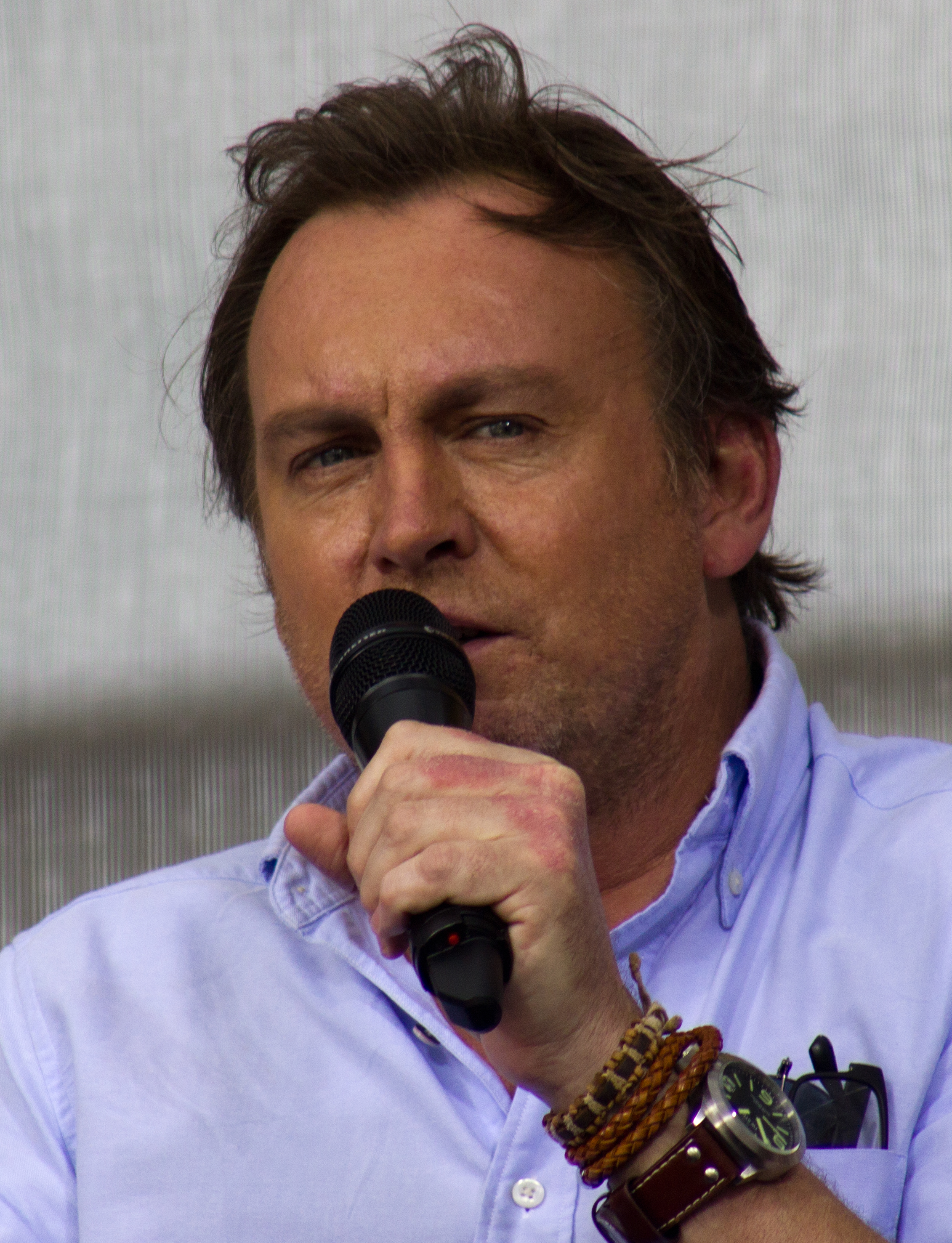
Philip Glenister (l'inspecteur-chef William Bell).
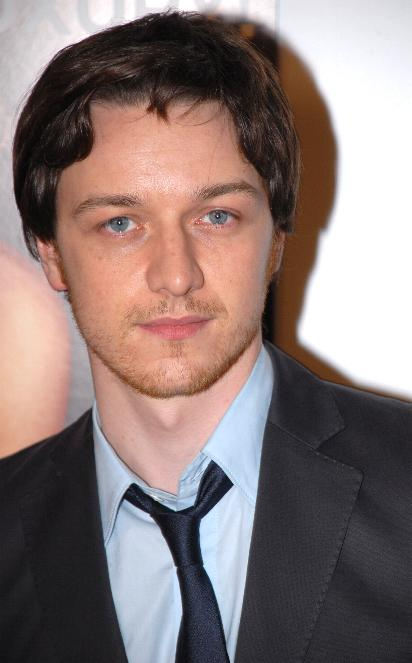
James McAvoy (Dan Foster).
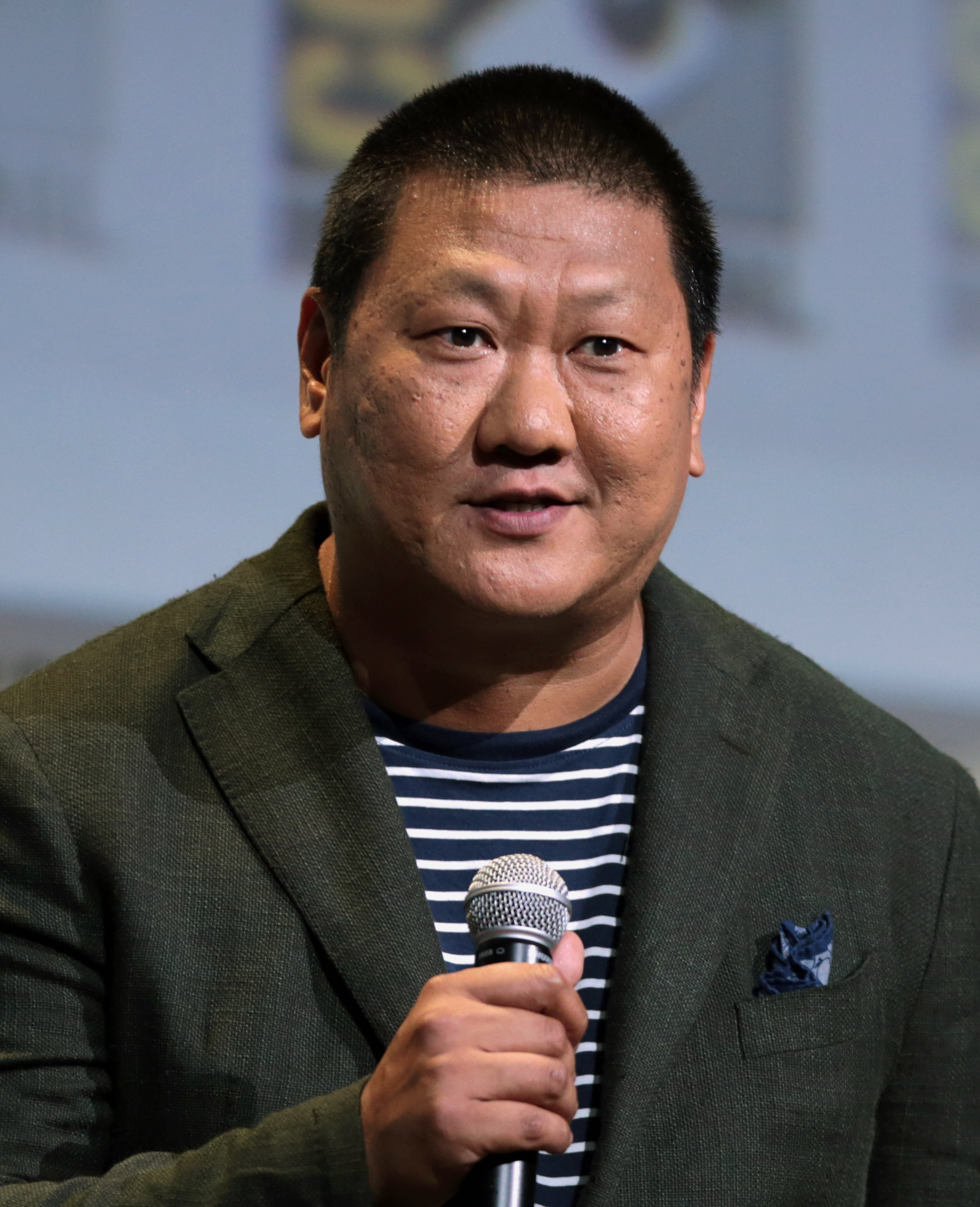
Benedict Wong (Pete Cheng).

### Acteurs récurrents
- Geraldine James (VF : Danièle Orth) : Yvonne Shaps (épisodes 5 et 6)
- James Laurenson (en) : George Fergus (épisodes 1, 3 à 5)
- Deborah Findlay (en) (VF : Denise Metmer) : Greer Thornton (épisodes 1 et 3 à 5)
- Sean Gilder (VF : Éric Etcheverry) : le sergent « Chewy » Cheweski (épisodes 3, 5 et 6)
- Tom Burke (VF : Maël Davan-Soulas) : Syd Hardy (épisodes 3 à 6)
- Rebecca Ryan : Karen Collins (épisodes 1 à 3)
- Shauna Macdonald : Sonia Baker (épisodes 3, 4 et 6)
- Rory McCann (VF : Guy Chapellier) : Inspecteur Stuart Brown (épisode 1)
- Michael Feast (en) (VF : Philippe Peythieu) : Andrew Wilson (épisodes 1 à 5)
- Rebekah Staton (en) (VF : Céline Ronté) : Liz Dixon (épisodes 1 à 6)
- Johann Myers (VF : Maurice Decoster) : Sonny Stagg (épisodes 1 à 3 et 5 et 6)
- Maureen Hibbert (VF : Michèle Bardollet) : Olicia Stagg (épisodes 1 à 3 et 5)
- Christopher Simpson (en) (VF : Damien Boisseau) : Adam Greene (épisodes 1, 3, 5 et 6)

 Source et légende : version française (VF) sur RS Doublage et Doublage Séries Database

## Fiche technique

### Caractéristiques et équipe technique
Sauf indication contraire, les informations mentionnées dans cette section peuvent être confirmées par la base de données cinématographiques IMDb,  présente dans la section « Liens externes ».
- Titre : Jeux de pouvoir
- Autre titre francophone : State of Play : Jeux de pouvoir[Note 1]
- Titre original : State of Play
- Réalisation : David Yates
- Scénario : Paul Abbott
- Photographie : Chris Seager
- Direction artistique : Charmian Adams
- Musique originale : Nicholas Hooper
- Montage : Mark Day
- Distribution des rôles : Wendy Brazington
- Décors : Donal Woods
- Costumes : Claire Anderson
- Production : Hilary Bevan Jones (en)
  - Production exécutive : Paul Frift
  - Production déléguée : Gareth Neame (en), Laura Mackie (3 épisodes) et Paul Abbott (2 épisodes)
- Sociétés de production : BBC et Endor Productions
- Diffuseurs : BBC One (Royaume-Uni), Jimmy (France), Arte (France et Allemagne)
- Format : couleur — 16 mm — 1,78:1 — son stéréophonique
- Genre : drame, thriller
- Pays d'origine :  Royaume-Uni
- Langue originale : anglais
- Durée moyenne d'un épisode : 52 minutes
- Classifications : 
  - Royaume-Uni : déconseillé aux moins de 15 ans
  - France : déconseillé aux moins de 10 ans (diffusion Canal+)[4], accord parental (sortie DVD)
- Version française[3] :
  - Société : Nice Fellow
  - Direction : Philippe Peythieu
  - Adaptation : Philippe Lebeau

### Diffusion internationale
| Pays        | Date                                                | Chaîne de télévision |
| ----------- | --------------------------------------------------- | -------------------- |
| Royaume-Uni | du 18 mai au 22 juin 2003                           | BBC One              |
| France      | du 3 au 8 octobre 2004 (en VO sous-titrés français) | Festival             |
| France      | du 26 mai au 2 juin 2005                            | Canal+               |
| France      | du 4 au 11 mai 2007                                 | Canal Jimmy          |
| France      | du 5 au 19 janvier 2008                             | Arte,                |
| États-Unis  | du 7 décembre 2011 au 11 janvier 2012               | BBC America          |

## Épisodes

### Épisode 1

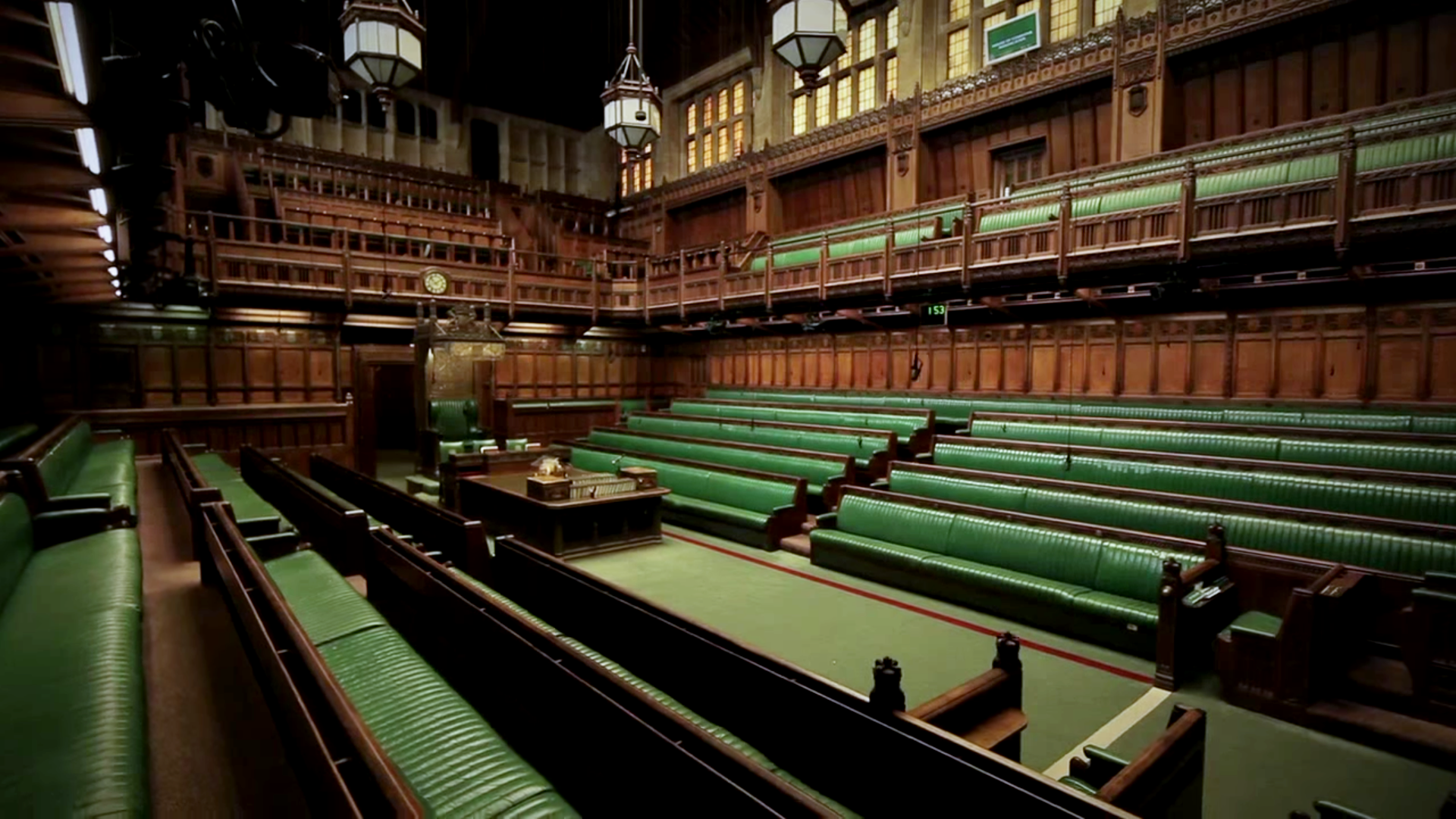
La Chambre des communes à Londres, où se déroule une partie de la mini-série.

Kelvin Stagg, un adolescent de quinze ans, qui subsiste en étant pickpocket, est abattu d'une balle dans la tête dans les rues de Londres par un tueur inconnu. Quelques secondes plus tard, un coursier à moto qui a été témoin de l'attaque est également abattu par le tueur pour tenter de forcer son silence, mais la victime réussit à survivre à ses blessures avant d'être emmené à l'hôpital. Pendant ce temps, la jeune assistante du député et membre de la Commission parlementaire Stephen Collins, Sonia Baker, est également retrouvée morte, apparemment tombée sous un train de métro dans un accident anormal. Peu après avoir appris la triste nouvelle, Collins fond en larmes, laissant supposer que Sonia et lui ont une liaison.
Le journaliste d'investigation du Herald Tribune Cal McCaffrey, chargé d'enquêter sur la mort de l'adolescent, propose son soutien à Collins, qui est son ami depuis le temps où McCaffrey travaillait comme directeur de sa campagne. Alors qu'il commence à enquêter sur le meurtre de Kelvin, il rencontre la famille désemparée du jeune homme, qui prétend que sa représentation dans les médias - apparemment dirigée par la police - est totalement fausse et que malgré les allégations, il n'a jamais été impliqué dans la vente de drogue, mais qu'il était simplement pickpocket. Plus tard, McCaffrey reçoit une information du frère de Kelvin, Sonny, qui affirme que peu de temps avant sa mort, Kelvin est entré en possession d'une mallette potentiellement lucrative qu'il essayait de revendre à son propriétaire pour 200 £. Lors de l'acquisition de la mallette, Cal découvre qu'elle contient une arme à feu et des photos montrant que Sonia était étroitement surveillée. Conscient que Baker a peut-être également été assassiné, McCaffrey informe sa collègue Della Smith, qui tente de convaincre la police de placer un garde armé au chevet du coursier à moto, par crainte que le tueur ne l'achève. Cependant, peu de temps après que Della ait émis son avertissement, une alarme incendie est activée à l'hôpital et, alors qu'il tente de mettre la victime en sécurité, l'inspecteur Stuart Brown est abattu par un tireur d'élite et mortellement blessé à quelques mètres d'elle.

### Épisode 2
Au lendemain de la mort de Brown, l'inspecteur William Bell est affecté à l'affaire. Les enregistrements téléphoniques confirmant apparemment un lien entre les deux victimes, l'enquête continue de s'accélérer. En enquêtant sur l'origine d'une lettre anonyme envoyée à l'épouse de Collins, Della découvre qu'un collègue journaliste indépendant, Dan Foster, qui n'est autre que le fils du rédacteur du Herald, Cameron Foster, a obtenu une copie d'un document prétendument confirmant que Collins avait l'intention de quitter sa femme et d'emménager avec Sonia Baker. Conscient que Foster a en quelque sorte avancé dans l'enquête, Della tente de convaincre Cameron de l'employer comme enquêteur indépendant. D'abord réticent en raison de leurs relations difficiles, Cameron accepte Dan, qui révèle qu'il a localisé l'expéditeur de la télécopie dans l'immeuble Apex, voisin du magasin où se situe le fax. Pendant ce temps, Anne, la femme de Collins qui tient un magasin de ventes de disques, se rend à Londres pour sauver la mise à son mari, dont elle connaissait la liaison avec Sonia, et se rapproche de plus en plus de Cal.
Après avoir attiré l'agresseur dans un piège, Dan est en mesure d'identifier l'homme comme étant Dominic Foy. Alors que lui, Della et son collègue Pete Cheng se préparent à parler à Foy, il s'enfuit. Pendant ce temps, Della rentre chez elle après une soirée avec sa collègue Helen, qui fait partie de l'équipe enquêtant sur l'affaire Baker-Staggs, quand elle découvre que son appartement a été cambriolé. En colère, la jeune femme accuse Bell d'avoir organisé le cambriolage dans le but de découvrir des informations auparavant non divulguées à la police. Della se rend compte qu'elle n'a d'autre choix que de déclarer à la police que l'équipe détient un élément de preuve potentiellement vital dans la mallette. Bell arrête par la suite Cal pour avoir dissimulé des preuves et déclare son intention de le poursuivre pour avoir entravé le cours de l'enquête.

### Épisode 3

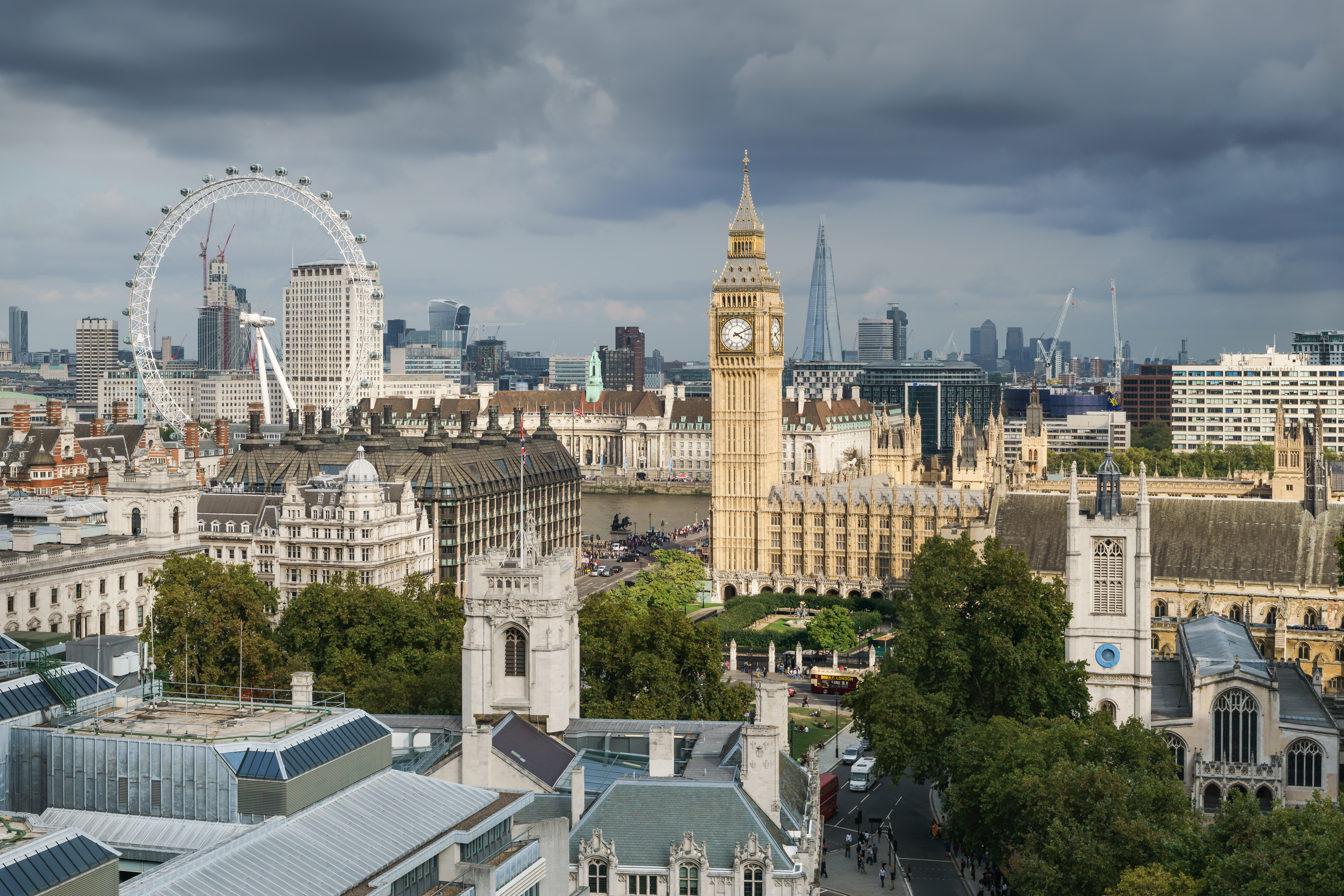
Vue d'une partie de Londres, où se déroule en partie la mini-série, avec le Parlement britannique et de Big Ben au premier plan à droite.

Bell conclut un accord avec Foster et McCaffrey pour fournir un leurre et protéger Della des assauts du tueur, après qu'elle l'ait formellement reconnu comme étant son cambrioleur et la personne croisée à l'hôpital avant la mort de Brown. De son côté, McCaffrey est placé sous la garde armée du sergent Cheweski. Lors d'un jeu de cartes à minuit, McCaffrey reçoit un appel d'Anne et informe Cheweski qu'il a l'intention de rencontrer un «contact». Le policier l'informe qu'il est sur écoute et qu'il sait qu'il va rejoindre Anne. Alors qu'ils se dirigent vers un hôtel voisin, Cheweski attend sur ses gardes. Cependant, leur mouvement n'est pas passé inaperçu et Cheweski se rend vite compte qu'une porte de sécurité arrière de l'hôtel a été enfoncée et que le tueur à gages est à l'intérieur. Alors qu'un jeu mortel de chat et de souris se poursuit, Cheweski parvient à chasser le tueur à gages dans la ligne de tir de la police. Pendant ce temps, Bell interroge Collins et suggère que les paiements réguliers effectués sur le compte de Sonia Baker étaient le fruit d'un chantage, mais Collins nie toute intention malveillante. Bell reçoit le rapport de toxicologie final sur Kelvin Stagg, mais le rapport montre maintenant que le sang de Stagg contenait des niveaux élevés de crack, alors que le rapport initial ne montrait rien d'inhabituel. Il confie à Della qu'il subit la pression de ses supérieurs pour clore l'enquête : Cheweski et lui acceptent de coopérer davantage avec les journalistes. Alors que la relation entre Anne et Cal commence à fleurir, ils sont surpris par un Collins furieux, venu rendre le double des clefs au journaliste. Quand il devient évident que Dominic Foy a un lien plus fort avec Sonia Baker qu'on ne le pensait à première vue, il devient bientôt la cible principale de McCaffrey et de Bell. McCaffrey élabore un plan pour attraper Foy alors qu'il revient d'un séjour en Espagne et tente de le persuader de révéler sa version de l'histoire en suggérant que la police est désespérée de le faire parler.

### Épisode 4
Foy est emmené dans un hôtel de la ville et interrogé par McCaffrey, tandis que Dan, Helen et Pete effectuent une fouille approfondie de son appartement. Foy affirme que Sonia et lui avaient déjà été en couple, mais l'exactitude de ses affirmations est mise en doute par Syd, chargé de retranscrire les écoutes des dires de Foy, qui affirme que ce dernier est homosexuel lorsqu'il le surveillait dans une boutique de l'hôtel. Helen découvre une série de relevés bancaires suggérant que Foy a été payé 75 000 £ par une société de lobbyistes, Warner Schloss, qui semble être incorporée au sein d'U-Ex Oil, une société pétrolière multinationale qui semble chercher à broyer le comité de l'énergie. McCaffrey arrive à la conclusion que Sonia a peut-être été une espionne plantée par l'entreprise, mais est toujours incapable de comprendre pourquoi ils auraient voulu sa mort. Dans une tentative de faire monter la pression, Della tente de convaincre Bell de créer un écran de fumée en essayant de retracer Foy à la fois à son domicile et au travail. Cameron essaie de convaincre Collins de garder le silence sur la liaison de McCaffrey avec sa femme. Alors que Collins tente de rendre compte à la police du retrait de 2000 £ par mois de son compte bancaire personnel, il découvre qu'un week-end avec Sonia dans un hôtel de campagne, resté impayé, a en fait été entièrement payé par Warner Schloss. Foy commence à devenir paranoïaque quand il semble qu'il est suivi, ignorant que McCaffrey le fait surveiller par une connaissance. Le propriétaire du journal dit à Cameron de mettre fin rapidement à l'enquête.

### Épisode 5
Foy se tourne vers McCaffrey pour obtenir de l'aide alors que sa paranoïa commence à prendre le dessus sur lui. Della le convainc de retourner à l'hôtel pour une deuxième interview et McCaffrey invite Collins à l'écouter dans la chambre d'à côté. Au cours de l'interview, Foy affirme de façon choquante que Sonia lui a révélé qu'elle était enceinte lors de l'appel téléphonique de panique le matin de sa mort. Collins est incapable de contenir sa colère et s'en prend physiquement à Foy. Pendant ce temps, alors qu'il devient clair que la position de Sonia dans le département Collins a été conçue par son secrétaire, Greer Thornton, Cal la confronte et découvre que Sonia a été employée sur la recommandation du député et ministre George Fergus, qui prétendait connaître sa famille personnellement. Collins est furieux de découvrir les actions de son collègue et l'avertit qu'il a l'intention de passer à l'action. Alors que Cal tente de découvrir des preuves que Fergus a été soudoyé par U-Ex Oil, Cameron est averti par la hiérarchie du journal de mettre un couvercle sur l'histoire. Cependant, juste au moment où il prévoit d'ignorer les ordres de son supérieur et d'aller imprimer, une obligation de silence est émis, l'empêchant d'imprimer tous les aspects de l'histoire. Cameron imprime une planche de quatre pages qui se lit comme suit: « L'histoire que nous ne pouvons pas vous raconter. Parce que Westminster nous bâillonne. Demandez à U-EX Oil pourquoi. Demandez à votre député pourquoi ». En conséquence, Cameron est informé que son contrat sera résilié et un nouveau rédacteur en chef est recruté. Fergus dit à Collins que les hauts responsables du gouvernement savaient que Sonia travaillait pour U-Ex Oil, mais elle est restée là-bas plutôt que de la contrarier la société inutilement.

### Épisode 6
Malgré la pression politique et judiciaire, l'enquête de Cal McCaffrey et l'équipe du Herald commence à porter ses fruits, notamment grâce à des informations d'un cadre de chez U-EX, qui par la suite a mis fin à ses jours. Après la révélation concernant Sonia, Collins décide d'aider le journaliste en dévoilant tout ce qu'il sait, préférant refuser un poste de ministre après avoir compris que les dirigeants du parti étaient au courant des activités de Sonia. Mais à la suite d'une révélation involontaire de Collins, McCaffrey comprend la vérité à propos de son ami député : il a fait appel aux services d'un ancien militaire qu'il a connu durant son service, Robert Bingham, afin de surveiller les faits et gestes de Sonia. Mais selon Collins, Bingham a commencé à agir seul par admiration pour lui, entraînant le meurtre de Sonia et de Kelvin Stagg. Sous le choc, McCaffrey confie l'enregistrement de la confession de Collins à Della et Cameron, qui en informent l'inspecteur Bell. Parallèlement, Foy est arrêté par la police alors qu'il s'apprêtait à fuir de l'Angleterre. La relation entre Cal et Anne prend fin quand ce dernier ne supporte pas que celle-ci, qui ignore tout, se sent prête à retourner auprès de Stephen.
En fin de compte, la piste que le journal peut proposer n'est pas l'histoire politique qu'il espérait, mais une histoire de sexe et de crime sur un député déchu.

## Diffusion et accueil

### Réception critique
Jeux de pouvoir a été largement encensé par les critiques anglophones lors de sa diffusion télévisée. Le site Rotten Tomatoes lui attribue un taux d'approbation de 100% à la mini-série sur la base de treize critiques collectées et une note moyenne de 9/10. Dans son consensus, le site note que « Jeux de pouvoir crépite d'intrigue et de texture alors qu'il suit des pistes alléchantes à des fins diaboliques tout en offrant une défense énergique de l'intégrité journalistique ». Le site Metacritic lui attribue le score de 85/100, en se basant sur 4 critiques collectées, lui donnant la mention « Acclamation universelle ».
Passant en revue le premier épisode au lendemain de sa diffusion dans le journal The Guardian, Gareth McLean a écrit que « … c'est de la magie sanglante. L'histoire est captivante, le jeu est un atout et le scénario de Paul Abbott est exceptionnel. Son oreille pour le dialogue, et pour différentes voix, c'est exceptionnel. L'exposition est rapide, astucieuse et joyeusement discrète. Les personnages sont crédibles et arrondis. Si vous pouvez compter les meilleurs drames de ces dernières années sur les doigts des deux mains, il est temps de faire pousser un nouveau doigt ». D'autres critiques de journaux ont été également impressionnés par la tranche d'ouverture. Dans The Times, Paul Hoggart a écrit que « deux excellentes performances [de Morrissey et Simm] assurent que la relation a un dynamisme turbulent qui est crédible et engageant ». James Walton du Daily Telegraph était plus prudent, estimant que l'épisode d'ouverture avait été prometteur mais que la série dans son ensemble avait encore le potentiel de mal tourner, notant qu'« à ce stade cependant, le programme est certainement assez bon pour me faire espérer que non et pour m'assurer que je serai de retour la semaine prochaine pour le savoir ».
Le consensus semble être que la série a conservé sa qualité jusqu'à la fin. Dans un aperçu de l'épisode quatre, Jonathan Wright de la section The Guide du Guardian l'a décrit comme « un thriller de conspiration politique aussi crispé que Edge of Darkness, aussi cynique à propos du système politique britannique que House of Cards, et se compare aux deux. ». Le critique télévisé de The Independent, Tom Sutcliffe, a écrit à propos du dernier épisode : « Je ne suis pas sûr qu'un thriller puisse se terminer par autre chose que l'anti-climax. Si ça a été bien, vous êtes triste que ce soit fini, et si cela se termine mal, vous aurez probablement l'impression d'avoir été dupé. State of Play, qui m'a fait avaler des doses doubles un dimanche soir chaque fois que les horaires le permettaient, nous a laissé le premier type de déception plutôt que le second ».
La mini-série est également bien accueilli par le public, puisqu'elle obtient la note de 8,3/10 sur le site IMDb, pour plus de 10 000 votes.

### Diffusions et audiences
Jeux de pouvoir est diffusée pour la première fois au Royaume-Uni sur la chaîne BBC One entre le 18 mai et le 22 juin 2003 à 21 h à raison d'un épisode par soir. Le premier épisode est vu par 5,78 millions de téléspectateurs, le hissant à la quinzième place du top 30 des meilleures audiences de la chaîne la semaine de sa diffusion. La semaine suivante, le deuxième épisode accuse une baisse relative avec 4,58 millions de téléspectateurs, qui lui permet néanmoins de rester dans le top 30 hebdomadaire de la BBC One.
Le troisième épisode connaît une remontée par rapport à la semaine précédente avec 5,55 millions de téléspectateurs et une quatorzième place des meilleures audiences de la chaîne. Le quatrième épisode est suivi par 5,28 millions de téléspectateurs, le cinquième et sixième épisodes qui concluent la mini-série sont respectivement regardés par 4,67 et 5,27 millions de téléspectateurs, lui permettant de rester dans le top 30.

## Distinctions

### Récompenses
- 50e cérémonie des BAFTA Awards 2004 : 
  - Meilleur acteur pour Bill Nighy
  - Meilleur montage pour Mark Day
  - Meilleur son pour Simon Okin, Stuart Hilliker, Jamie McPhee et Pat Boxshall
- 44e Festival de Monte-Carlo 2004 : Meilleur scénario pour une mini-série pour Paul Abbott
- Edgar Allan Poe Awards 2005 : Meilleure mini-série ou téléfilm pour Paul Abbott

### Nominations
- 50e cérémonie des BAFTA Awards 2004 : 
  - Meilleur acteur pour David Morrissey
  - Meilleure série dramatique
  - Meilleure musique originale pour la télévision pour Nicholas Hooper
  - Meilleure photographie (fiction ou divertissement) pour Chris Seager
- 44e Festival de Monte-Carlo 2004 : Meilleur mini-série pour le Royaume-Uni

## Commentaires
« Le nec plus ultra du savoir-faire british au service d'un suspense magistral, qui tient le spectateur en haleine jusqu'à l'ultime rebondissement. » (Arte)

### Vidéographie
- zone 2 : State of Play (sous-titré Jeux de pouvoir) — Édition 2 DVD, Koba Films, sorti le 8 février 2006, (ASIN B000CFYC0M). Accord parental. Version : français et anglais (2.0 Dolby Digital) ; sous-titres : français. Cette édition ne comporte que les six épisodes de la mini-série, répartis sur les deux disques.